# Bräuersdorf
Bräuersdorf ist ein Gemeindeteil der Gemeinde Hagenbüchach im Landkreis Neustadt an der Aisch-Bad Windsheim (Mittelfranken, Bayern). Die Gemarkung Bräuersdorf hat eine Fläche von 4,693 km². Sie ist in 416 Flurstücke aufgeteilt, die eine durchschnittliche Fläche von 11280,47 m² haben. In ihr liegen neben dem namensgebenden Ort die Gemeindeteile Brandhof, Erlachsmühle und Trübenbronn.

## Geografie
Das Dorf liegt am Fembach (im Oberlauf Dürrnbucher Graben genannt) und am Schafbrunnengraben, der dort als linker Zufluss in den Fembach mündet. 0,5 km westlich des Ortes liegt das Rötelgründlein, 0,5 km südöstlich das Maurerfeld. 1 km südlich liegt das Waldgebiet Im Gemeindeholz. 0,5 km südwestlich erhebt sich der Katzenbuck (381 m ü. NHN), 0,75 km östlich der Hummersberg (385 m ü. NHN).
Die Bundesstraße 8 führt nach Emskirchen (4 km nordwestlich) bzw. nach Langenzenn (4 km südöstlich). Die Kreisstraße NEA 19 führt nach Dürrnbuch (2 km südwestlich) bzw. nach Hagenbüchach (2,1 km nordöstlich).

## Geschichte
Bräuersdorf unterstand ursprünglich dem burggräflichem Amt Schauerberg. Nach dessen Auflösung unterstand der Ort dem neu geschaffenen Amt Emskirchen. Nach einer Beschreibung des Nürnberger Umlandes von 1502/06 war es mehrenteils markgräflich, ein Hof gehörte der Reichsstadt Nürnberg.
Gegen Ende des 18. Jahrhunderts gab es in Bräuersdorf sieben Anwesen. Das Hochgericht übte das brandenburg-bayreuthische Fraischvogteiamt Emskirchen-Hagenbüchach aus. Die Dorf- und Gemeindeherrschaft hatte das Vogtamt Hagenbüchach. Grundherren waren das Vogtamt Hagenbüchach (2 Höfe, 2 Halbhöfe, 1 Hube) und der Nürnberger Eigenherr von Imhoff (2 Halbhöfe).
Von 1797 bis 1810 unterstand der Ort dem Justizamt Markt Erlbach und Kammeramt Emskirchen. Im Jahre 1810 kam Bräuersdorf an das Königreich Bayern. Im Rahmen des Gemeindeedikts wurde es dem 1811 gebildeten Steuerdistrikt Hagenbüchach und der 1813 gegründeten Ruralgemeinde Hagenbüchach zugeordnet. Mit dem Zweiten Gemeindeedikt (1818) entstand die Ruralgemeinde Bräuersdorf, zu der Brandhof, Erlachskirchen (zum Teil), Erlachsmühle und Trübenbronn gehörten. Sie war in Verwaltung und Gerichtsbarkeit dem Landgericht Markt Erlbach zugeordnet und in der Finanzverwaltung dem Rentamt Neustadt an der Aisch. 1824 wurde der Teil von Erlachskirchen nach Laubendorf umgemeindet. Ab 1862 gehörte Bräuersdorf zum Bezirksamt Neustadt an der Aisch (1939 in Landkreis Neustadt an der Aisch umbenannt) und ab 1856 zum Rentamt Markt Erlbach (1919–1929: Finanzamt Markt Erlbach, 1929–1972: Finanzamt Neustadt an der Aisch, seit 1972: Finanzamt Uffenheim). Die Gerichtsbarkeit blieb beim Landgericht Markt Erlbach (1879 in das Amtsgericht Markt Erlbach umgewandelt), von 1959 bis 1972 war das Amtsgericht Fürth zuständig, seitdem ist es das Amtsgericht Neustadt an der Aisch. Die Gemeinde hatte 1964 eine Gebietsfläche von 4,612 km².
Am 1. Januar 1972 wurde Bräuersdorf im Zuge der Gebietsreform in Bayern nach Hagenbüchach eingemeindet.

## Einwohnerentwicklung
Gemeinde Bräuersdorf
| Jahr      | 1818   | 1840   | 1852   | 1855   | 1861   | 1867   | 1871   | 1875   | 1880   | 1885   | 1890   | 1895   | 1900   | 1905   | 1910   | 1919   | 1925   | 1933   | 1939   | 1946   | 1950   | 1952   | 1961   | 1970   |
| Einwohner | 149    | 170    | 167    | 169    | 170    | 190    | 196    | 199    | 198    | 183    | 165    | 170    | 175    | 178    | 175    | 177    | 156    | 148    | 143    | 214    | 231    | 200    | 158    | 162    |
| Häuser    | 21     | 26     |        |        |        |        | 28     |        |        | 31     | 33     |        | 31     |        |        |        | 28     |        |        |        | 28     |        | 29     |        |
| Quelle    | [ 15 ] | [ 16 ] | [ 17 ] | [ 17 ] | [ 18 ] | [ 19 ] | [ 20 ] | [ 21 ] | [ 22 ] | [ 23 ] | [ 24 ] | [ 17 ] | [ 25 ] | [ 17 ] | [ 26 ] | [ 17 ] | [ 27 ] | [ 17 ] | [ 17 ] | [ 17 ] | [ 28 ] | [ 17 ] | [ 11 ] | [ 29 ] |

Ort Bräuersdorf
| Jahr      | 001818 | 001840 | 001861 | 001871 | 001885 | 001900 | 001925 | 001950 | 001961 | 001970 | 001987 | 002010 | 002020 |
| Einwohner | 69     | 104    | 107    | 120    | 116    | 115    | 93     | 152    | 109    | 113    | 93     | 88     | 88     |
| Häuser    | 12     | 17     |        |        | 19     | 19     | 18     | 17     | 19     |        | 26     |        |        |
| Quelle    | [ 15 ] | [ 16 ] | [ 18 ] | [ 20 ] | [ 23 ] | [ 25 ] | [ 27 ] | [ 28 ] | [ 11 ] | [ 29 ] | [ 30 ] |        | [ 1 ]  |

## Religion
Der Ort ist seit der Reformation evangelisch-lutherisch geprägt und bis heute nach St. Kilian (Hagenbüchach) gepfarrt. Die Einwohner römisch-katholischer Konfession waren ursprünglich nach St. Michael (Wilhermsdorf) gepfarrt, heute ist die Pfarrei St. Marien (Langenzenn) zuständig.